# Chlorocoma periphracta
Chlorocoma periphracta là một loài bướm đêm trong họ Geometridae.